# Stieda-Körper
Der Stieda-Körper (benannt nach Ludwig Stieda) ist eine Zellorganelle bei einigen Kokzidien. Es handelt sich um eine, in der Transmissionselektronenmikroskopie elektronendichte Struktur an einem Pol, welche die Öffnung (Mikropyle) der inneren Membran der Sporozyste wie ein Deckel verschließt. Der Stieda-Körper wird bei der Freisetzung der Sporozoiten aufgelöst. Bei einigen Arten befindet sich unter dem Stieda-Körper ein substiedaler Körper, der aber auch vorhanden sein kann, wenn kein Stieda-Körper ausgebildet ist. Bei einigen Arten ist seitlich des Stieda-Körpers eine als parastiedaler Körper bezeichnete Struktur nachweisbar. Diese Zellorganellen werden auch zur morphologischen Artabgrenzung in der Systematik der Kokzidien verwendet.